# کوکیمبیت
کوکیمبیت  (به انگلیسی: Coquimbite) با فرمول شیمیایی Fe2 3+[SO4]3.9H2O از مجموعه کانی هاست و از نام محل و ایالت Coquimbo درشیلی گرفته شده‌است. به آسانی در آب حل می‌شود. درهوای آزادآب خودرا ازدست می‌دهد و می‌پاشد. Fe2O۳:۲۸٫۴۱٪  SO۳:۴۲٫۷۴٪  H2O:۲۸٫۸۵٪  همراه با انکلوزیون‌های Al2O۳ برای اولین بار در شیلی(کوکیم بو) کشف شد و از نظر شکل بلور: پهن و ضخیم - منشوری کوتاه، رنگ: متمایل به سبز-متمایل به آبی تا بنفش روشن، شفافیت: شفاف، جلا: شیشه ای، رخ: ناکامل - مطابق با، سیستم تبلور: هگزاگونال و در رده‌بندی سولفات است  و منشأ تشکیل آن ثانوی است.
همایند کانی‌شناسی (پارانژ) آن کنس تدتیت- کنستدتیت- کوپیاپیت است
، از نظر ژیزمان بلوری - آگرگاتهای دانه‌ای و گرد تقریباْ کمیاب است و بیشتر در آلمان، چک اسلواکی، اسپانیا، شیلی و آمریکا یافت می‌شود.

## منبع
- پردیس کشاورزی ایران